# Carl Teufel
Carl Teufel (* 10. Juni 1845 in Bayreuth; † 28. August 1912 in München) war ein deutscher Maler und Fotograf.

## Leben

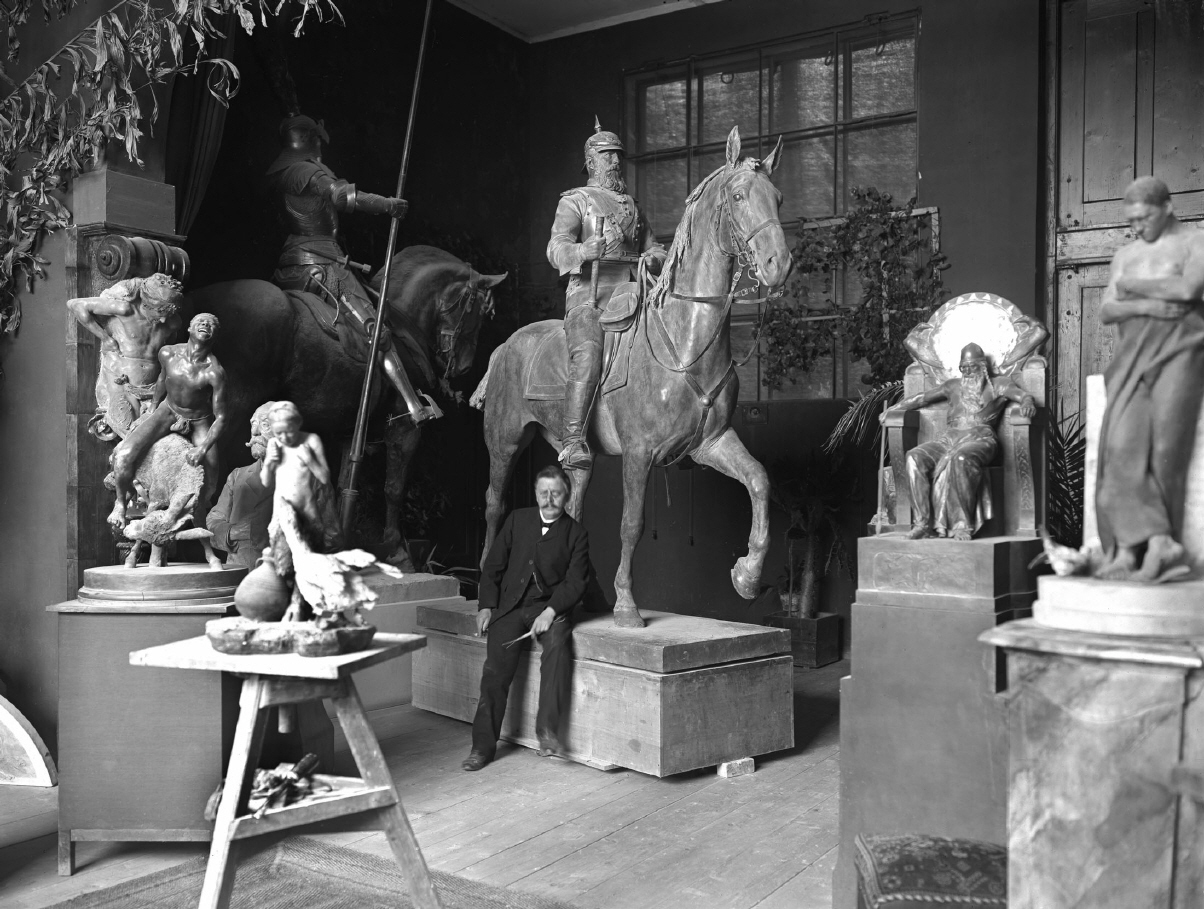
Carl Teufel: Aufnahme des Bildhauers Rudolf Maison in seinem Atelier in der Münchner Tizianstraße

Carl Teufel kam 1870 nach München und heiratete im folgenden Jahr die Münchnerin Anna Helmsteiner.
Sein bedeutendes fotografisches Werk besteht zu einem großen Teil aus Vorlagenfotografien, die er vor allem an Münchener Kunstmaler verkaufte.

Diese Aufnahmen zeigen Landschaften, Tiere, Pferdegespanne, Bauernhöfe, Arbeitswelt, historische Architektur, darunter aber auch einzelne Akte. Diese Fotografien entstanden größtenteils in Oberbayern, aber auch in anderen Gegenden Bayerns.

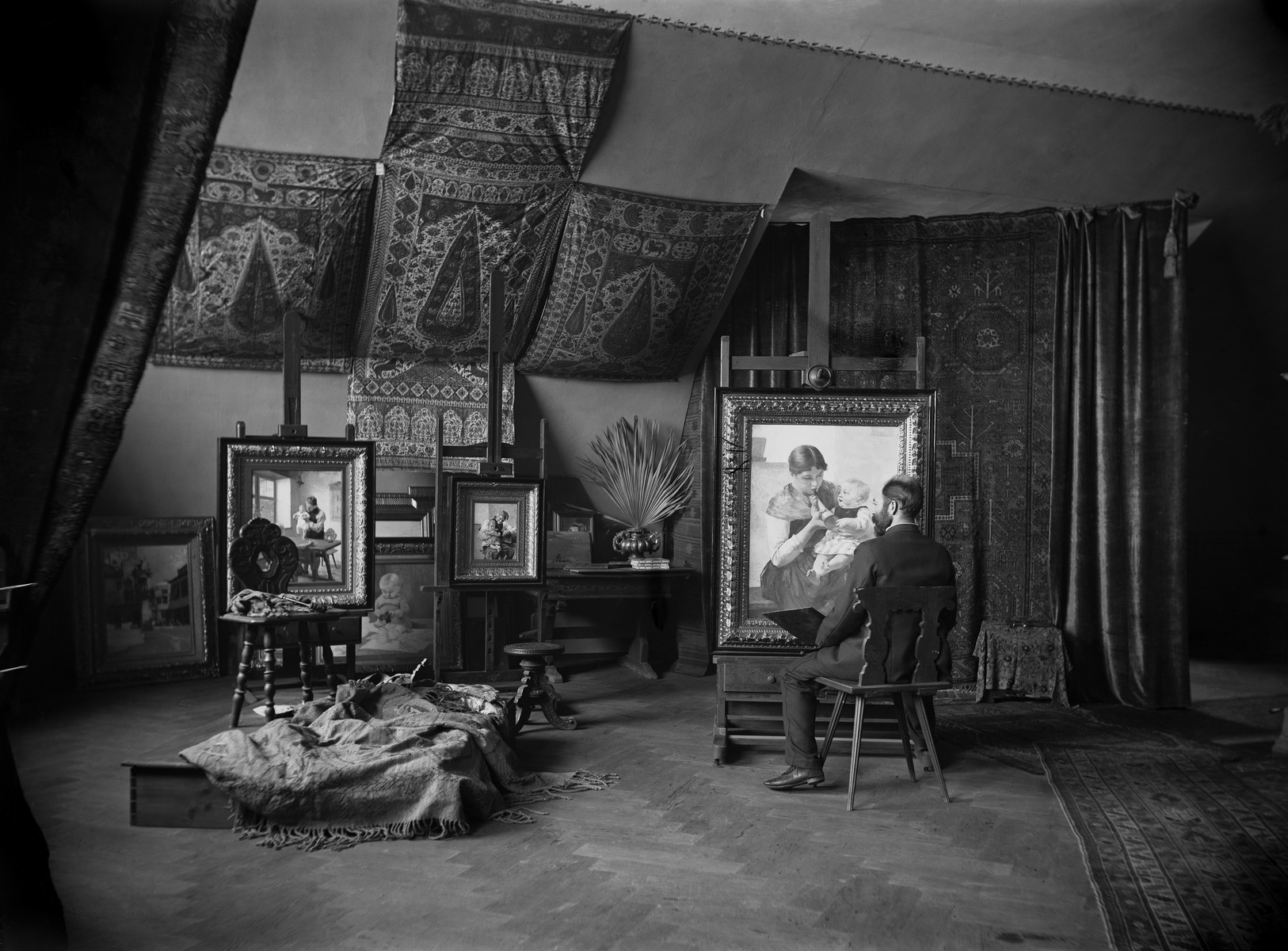
Carl Teufel: Aufnahme des Malers Georgios Jakobides in seinem Atelier

1891 wurde Teufel aufgrund seiner Arbeiten der Titel des königlich bayerischen Hoffotografen verliehen. Sein Werdegang ist insbesondere durch seine umfangreichen Werke überliefert, denn kurz vor seinem Tode überantwortete Teufel „seinen gesamten Bestand an Glasplatten an den Verlag Riehn und Tietze“. Die Firma übernahm auch Teufels Geschäft in der Gabelsbergerstraße 78.

## Werke (Auswahl)
Als Bestandteil des sogenannten Filser-Archivs, das 1935 in den Besitz von Foto Marburg gelangte, zählen die folgenden Foto-Negative von Carl Teufel, überwiegend im Format 18 cm × 24 cm:
- 333 Fotografien von Münchner Ateliers aus den Jahren 1899 bis 1890;[2] 12 Aufnahmen illustrieren einen Aufsatz von Julius Beck mit dem Titel „Münchner Ateliers“ in der Zeitschrift Vom Fels zum Meer[3].
- rund „7.000 Aufnahmen von Skulpturen, Gemälden und kunstgewerblichen Gegenständen des Bayerischen Nationalmuseums ab 1890“[2] sowie
- circa 6.000 fotografische Dokumente von Miniaturen und Initialen aus Handschriften der Münchner Staatsbibliothek ab 1899.[2]

Das Architekturmuseum München ist im Besitz eines Fotodokumentes von Carl Teufel mit einer
- Ansicht einer Wahlurne des Architekten Adolf von Hildebrand aus dem Jahr 1898.[4]
- Carl Teufel: Ateliers Münchener Künstler (3 Bände mit je 100 Photographien), München 1889